# 클로도베쿠스 2세
클로비스 2세(Clovis II, 639년 ~ 657년)는 프랑크 왕국의 왕(639-657)이며 네우스트리아와 부르군트 분국의 왕(639-657)이었다. 다고베르트 1세의 아들이며 지게베르트 3세의 이복 형이었다.
부왕 다고베르트 1세 사후 프랑크 왕국의 왕과 네우스트리아와 부르군트의 분국왕 자리를 넘겨받았다.

## 같이 보기
- 다고베르트 1세
- 지게베르트 3세